# Тротуар
Тротуа́р (фр. trottoir), Вы́мостка или вы́мостки — элемент обустройства дорог, предназначенный для движения пешеходов, мостовая для пешеходов, по бокам улицы. Обычно сооружается из асфальта, бетона или тротуарной плитки, отделён от проезжей части дорог бордюром.
Ранее на Руси (России) в крепостях, населённых пунктах по краям улицы для движения пешеходов строились настилки (дорожки, тротуары) как из плитняка (камня и дерева), в некоторых населённых пунктах деревянные тротуары существуют до сих пор, в том числе и в Москве.

## Описание
Тротуар является элементом благоустройства улиц, дорог, предназначенный для движения пешеходов и примыкающий к проезжей части или к велосипедной дорожке либо отделенный от них газоном на основании ст. 1 Правил дорожного движения и п. 5 ст. 3 Федерального закона от 08.11.2007 № 257-ФЗ «Об автомобильных дорогах».
Покрытие современных тротуаров бывает двух видов: асфальтовое и сборное из цементно-бетонных тротуарных плит с использованием бордюрного камня..
В соответствии с Постановлением Правительства Российской Федерации — России, от 22 марта 2014 года, № 221 — Тротуар предназначен только для движения пешеходов; движение транспортных средств по тротуарам запрещено, за исключением работы машин дорожно-эксплуатационных и коммунальных служб, а также подвоза грузов к торговым и другим предприятиям и объектам.
Езда по тротуару других транспортных средств запрещена и является административным правонарушением ч. 2 ст. 12.15 КоАП. Парковка на тротуаре также запрещена по ч. 3 ст. 12.19 КоАП.
Для безопасности и помощи ориентации в пространстве пешеходам с нарушением зрения на тротуарах укладывают тактильное покрытие.

## Строительство
Строительные нормы и правила имеют межгосударственный единый стандарт ГОСТ 33150-2014 и СНиП II-К.3-62.
Снятие старого асфальта производится механически, с помощью больших и малых фрезеровальных машин. Укладка производит машина асфальтоукладчик, завершая работы по уплотнению дорожным катком. На малых и ямочных участках, для уплотнения асфальта, применяются ручная виброплита и ручной каток.
При строительстве тротуара необходимо предусмотреть дренажную систему для своевременного удаления воды с поверхности. Один из самых распространенных методов дренажа тротуаров — создание поперечного уклона.
Существует несколько типов дренажных систем, применяемых для отвода воды от тротуарных дорожек — комбинированная система дренажа и система линейного дренажа. Форматы отличаются по способу транспортировки воды: подземный и поверхностный способы.

## Государственный надзор
По требованию пункта 5 статьи 3 и статьи 13.1 Федерального закона от 08.11.2007 № 257-ФЗ «Об автомобильных дорогах» и пункта 11 Положения о ГИБДД МВД России, утвержденным Указом Президента России от 15 июня 1998 года № 711. Тротуар является элементом обустройства дорог. Государственный надзор за состоянием тротуаров общего пользования возложен на территориальные отделы дорожной деятельности ОДД ГИБДД.
По требованию пункта 9 статьи 55.25 Градостроительного Кодекса России, государственный надзор за состоянием тротуаров на придомовой территории возложен на Государственную жилищную инспекцию.

## Технический тротуар
Вдоль кромки проезжей части, как правило, на магистральных дорогах, иногда делаются не предназначеные для передвижения пешеходов технические тротуары (шириной от 0,5 до 1 м), в число основных задач которых входят сдерживание расползания и замокания грунта, воспрепятствование вылета транспортных средств за пределы проезжей части. Также они становятся естественной защитой придорожной территории от реагентов и повышают безопасность и эффективность уборки дорог.